# Benedek Imre (orvos)
Benedek Imre Sándor (Székelyudvarhely, 1950. június 26. –) Marosvásárhelyen tevékenykedő kardiológus és  belgyógyász főorvos, egyetemi professzor.

## Családja
A Benedek család ősei 1165-ben mint tősgyökeres székely vezető emberek szerepeltek. A származás oklevelesen nemes kisbaczoni Benedek Urbanus kapitánytól igazolható (1460). Apafi Mihály 1665. augusztus 24-én újból megnemesíti Urbanus leszármazottját, Mihályt. A nemesi címer egy pajzsban, sötétkék öltözetben levő lovas vitézt ábrázol, aki jobb kezében magasra emelt dárdát tart, bal kezével pedig a lova kantárát fogja.
A család sok református papot adott a székelységnek egészen az 1900-as évek végéig. A református vallás máig is megmaradt a családban, a munkahely viszont változott: Imréhez hasonlóan nagyon sok rokon orvos (volt).  
Benedek József (1865-től köpeci jegyző) házasságából Hoffmann Ilonával hat gyermek született, közülük a második József, aki maga is orvos lett, és a kolozsvári egyetemen folytatott bakterológiai tanulmányokat. Az orvosi egyetem után mint fogorvos is képesítést nyert.
Benedek József orvos (bakterológus) és egyetemi előadótanár volt. Felesége, Teleky Vilma, fogtechnikus. Négy gyermekük: Ildikó, József, István és Imre. Imre abban az időben született, amikor apja Székelyudvarhelyen dolgozott, így ott élt a család. Később Kolozsvárra költöztek, majd Marosvásárhelyre. A két fiatalabb testvér, István és Imre itt alapított családot.

## Tanulmányok, szakmai elismertség

### Iskola és egyetem
- Al. Papiu Ilarian Kollégium (Colegiul Național „Al. Papiu Ilarian”) – Marosvásárhely, 1966
- Orvosi és Gyógyszerészeti Egyetem (Universitatea de Medicină și Farmacie) – Marosvásárhely, 1974
- Petru Maior Egészségügyi Menedzsment mesteri képzés (Universitatea Petru Maior) – Marosvásárhely, 2006.

### Képesítés
- egészségügyi menedzsment;
- belgyógyászati szak-főorvos;
- kardiológiai szak-főorvos.

### Tudományos fokozatok
- 1978-1986 – tudományos kutató az Akadémia marosvásárhelyi kirendeltségében;
- 1993 – orvostudományok doktora;
- 1996 – professzor.

## Munkahely
1999-től a Maros megyei sürgősségi kórház kardiológiai klinikájának vezetője és a marosvásárhelyi Orvosi és Gyógyszerészeti Egyetem előadótanára lett. Ezenkívül magánrendelőt is működtet.
2010-ben megalapította a Kardiomed kórházat.

## Életút
1975 és 1977 között orvosgyakornok volt a Marosvásárhelyi Szívsebészeti klinikán, a Röntgen klinikán és a Belgyógyászaton. 1977-től 1978-ig általános orvosként dolgozott Máramaroson. 1978 és 1982 között kardiológus szakorvosképzésen vett részt a Marosvásárhelyi Szívsebészeti Klinikán és a Kolozsvári Kardiológiai Klinikán. 1982 és 1984 között tudományos kutatóként tevékenykedett, országos versenyvizsga után.
1977-ben megalapította a Marosvásárhelyi Sürgősségi Klinika Kardiológia osztályán működő szívkatéterezési laboratóriumot, és ennek vezetője lesz 1984-ig.
1984 és 1991 között belgyógyász főorvos volt az 1. Belgyógyászati Klinikán, Marosvásárhelyen. 1991-től 1996-ig kardiológus főorvosként dolgozott és a kardiológiai részleg vezetője volt az 1. Belgyógyászati Klinikán, Marosvásárhelyen. 1998-tól egészen 2002-ig a Maros Megyei Kórház vezetőtanácsának tagja volt, 1998-ban a Maros megyei Közegészségügy aligazgatója lett.
1999 és 2003 között a Maros megyei egészségügyi hatóság reform-igazgatója, 1999-ben a Maros megyei Egészségügyi Pénztár megalapítója és igazgatója.
Az I. Marosvásárhelyi Klinikai Kórház megalapítója és vezetőjeként működött 2000-ben. 2000-től pedig a Kardiológiai klinika vezetője és a romániai egészségügyi miniszter tanácsadója.
2001-ben az országos egészségügyi felszerelést felújító program világbanki szakértője, 1999 és 2002 között Marosvásárhelyi Orvosi és Gyógyszerészeti Egyetem belgyógyászati diszciplína vezetője, 
2002-től a Marosvásárhelyi Orvosi és Gyógyszerészeti Egyetem belgyógyászati előadótanára volt egészen 2006-ig, 2006-tól a Marosvásárhelyi Orvosi és Gyógyszerészeti Egyetem professzora.

## Eredmények
2000-ben az akkori egészségügyi miniszter tanácsosaként hozzájárult a nyárádszeredai és libánfalvi egészségügyi központok létrehozásához, a craiovai és jászvásári kardiológiai klinikák beindításához, valamint a szovátai és nyárádszeredai kórházak létesítéséhez, ugyanakkor gondoskodott valamennyi marosvásárhelyi és szászrégeni kórház korszerű felszereléséről.
Az általa vezetett Remedium Alapítvány támogatásával 1997-ben létrehozta a mintegy 30 ezer lakót kiszolgáló nyárádszeredai területi kórházat.
A 2003-2004-es időszakban két sikeres Phare-pályázatból öregotthont létesített Nyárádszeredában és Nyárádmagyaroson.
Önerőből, semmiféle politikai vagy intézményi támogatás nélkül sikerült nyolc nemzetközi kutatási és fejlesztési pályázatot megnyernie. Több millió eurós projektből a legújabb nyugat-európai szabványok szerint szerelte fel csapatával a marosvásárhelyi kardiológiai klinikát.
Akut miokardiális infarktus sürgősségi ellátásának három megyére kiterjedő hálózatát fejlesztette ki, amely egy millió lakosra terjed ki.
Általános orvosi és tudományos ismeretterjesztés: kilenc kardiovaszkuláris kongresszust szervezett meg nemzetközi részvétellel a megyei kórházban.
A Kardiomed magánkórházat 2010-ben alapította meg.
2010 májusában megválasztották a Magyar Kardiológusok Társaságának Határonkívüli Magyarok Szekciójának elnökének.

### Kiemelkedő teljesítmények

#### Legfontosabb kutatásai
(a projektek vezetőjeként)
- Transcardiostem – őssejtbeültetés szerepe a kardiovaszkuláris megbetegedések gyógyításában. A Román Akadémia második díját kapta 2008 októberében;   Archiválva 2016. március 4-i dátummal a Wayback Machine-ben
- Tridico – új imagisztikai módszerek szerepe a fiatalkorban felfedezett, veleszületett szívbetegségek diagnózisában és kezelésében;  Archiválva 2016. március 4-i dátummal a Wayback Machine-ben
- Logeca – az infarktusban elhalálozott esetek csökkentése 1 millió lakosra kiterjedő régióban;  Archiválva 2016. március 4-i dátummal a Wayback Machine-ben
- Corex –  kutatási eredmények nemzetközi  szintre való kiterjesztése és beépítése a nemzetközi  programokba; [halott link]
- Lascor, Mami, Star (további kutatások).  Archiválva 2010. február 25-i dátummal a Wayback Machine-ben

Kutatási területe: kardiovaszkuláris betegségek.

#### Kiadott könyvei
- Szívelégtelenség
- Perifériás érbetegségek
- Koronária-betegségek
- A tüdő biopsziája

## Politikai hovatartozás
RMDSZ-tag 2008-ig, betöltött tisztségei:
- 1996 - 2008 - a Maros Megyei Tanács tanácsosa.
- 1996 - 2004 - a Maros Megyei Tanács egészségügyi, oktatási és művelődési szakbizottságának elnöke.
- 2004 - 2008 - TKT-elnök.

## Szakmai kitüntetések
- Európai Kardiológus Diploma – 2000;
- Kitűnő Kutató cím, Romániai Orvostudományi Akadémia – 2007 (Bukarest);
- Román Kardiológusok Társasága díja – 2000 (Sinaia), 2005 (Brassó), 2007 (Sinaia).

## Társasági tagságai
- Magyar Kardiológusok Társasága;
- Román Kardiológusok Társasága,
- Európai Kardiológiai Társaság;
- Erdélyi Múzeum-Egyesület;
- Kardiológiai Szakcsoport (elnök);
- Kardiomed egyesület;
- Remedium Alapítvány (elnök).